# François Duvalier
François Duvalier (wym. /frɑ̃ˈswa dü vaˈlyeɪ/, znany jako Papa Doc (ur. 14 kwietnia 1907 w Port-au-Prince, zm. 21 kwietnia 1971 tamże) – haitański lekarz, prezydent Haiti od 1957 i dyktator (samozwańczy dożywotni prezydent) tego kraju od 1964 roku do śmierci.
Jego rządy stanowiły na Haiti okres autokracji, korupcji i terroru. Od końca 1963 roku sprawował władzę absolutną, ogłaszając się półboskim ucieleśnieniem Haiti i promując kult własnej osoby. Aby utrzymać swoje rządy, Duvalier polegał na prywatnej milicji Tonton Macoute, której działania obejmowały zastraszanie społeczeństwa i mordowanie rzekomych przeciwników reżimu.

## Życiorys
Urodził się 14 kwietnia 1907 roku w stołecznym Port-au-Prince. Jego rodzina należała do klasy średniej. W 1934 roku ukończył studia medyczne i rozpoczął trwającą do 1943 karierę lekarską. Wsławił się w finansowanej przez Amerykanów kampanii przeciwko malinicy. Od 1934 roku pozostawał współpracownikiem dziennika „Action Nationale”. Na ten czas przypadła jego działalność w grupującej pisarzy organizacji „Le Groupe des Griots“ – głosiła ona hasła nacjonalizmu i odwoływała się do voodoo (którego był wyznawcą). W 1939 roku ożenił się z pielęgniarką Simone Ovide. Para miała trzy córki i syna. W 1944 roku napisał książkę „Stopniowa ewolucja wudu”. W latach 1944–45 studiował na University of Michigan. Po powrocie do kraju objął tekę ministra zdrowia i pracy w rządzie Dumarsaisa Estimé. Gdy w 1950 roku władzę objął Paul Magloire, Duvalier zrezygnował z urzędu i powrócił do pracy lekarza. W 1954 roku zagrożony represjami ze strony reżimu Magloire, porzucił pracę i ukrył się na prowincji. W tym czasie uważany był za czołową figurę opozycji. W 1956 roku, gdy Magloire ogłosił pojednanie narodowe, Duvalier wyszedł z ukrycia i ogłosił swój start w wyborach prezydenckich.
Wybory odbyły się w 1957 roku i okazały się sukcesem Duvaliera, mającego znaczne poparcie na wsi. Pokonani przez niego kandydaci odmówili współpracy z nim i zachęcali do aktów przemocy oraz nieposłuszeństwa wobec nowego prezydenta. Przystępując do umocnienia władzy powierzył swojemu doradcy – Clémentowi Barbotowi – tworzenie Tonton Macoute, prywatnej armii odpowiedzialnej za terroryzowanie i mordowanie przeciwników politycznych.  Pierwsze takie oddziały powstały w 1959 roku. Duvalier popadł w konflikt z kubańskim rządem Fidela Castro, który udzielał azylu licznym uciekinierom z Haiti. W 1959 roku doszło do nieudanej inwazji na wyspę, przeprowadzonej przez haitańskich uchodźców z kubańską pomocą. Atak odparto dzięki pomocy Stanów Zjednoczonych, które ze względów zimnowojennych (bezwzględnie eliminował podejrzanych o komunizm), pozostawały opiekunem haitańskiego reżimu.
W 1959 roku przeszedł zawał serca oraz kilkugodzinną śpiączkę, które przyczyniły się do podupadnięcia Duvaliera na zdrowiu psychicznym. Jego rządy stały się coraz bardziej represyjne, skorumpowane i groteskowe. Po 1963 roku w kraju umacniał się kult jednostki, a w 1964 roku Duvalier ogłosił się dożywotnim prezydentem. Do krzewienia kultu własnej osoby próbował wykorzystać Kościół katolicki. Nakazał haitańskim proboszczom wprowadzić nowe wersje modlitw, zawierające odwołania do jego osoby. W 1966 roku został ekskomunikowany przez Watykan za prześladowanie przeciwnego mu duchowieństwa. W 1969 roku wyrzucił z kraju arcybiskupa Port-au-Prince, a oficjalną religią państwa uczynił voodoo. Zmianom haitańskiego życia społecznego towarzyszyło zdziesiątkowanie miejscowych mulatów. Brutalne działania Duvaliera przyczyniły się do wstrzymania amerykańskiej pomocy dla Haiti.
Jego rządy charakteryzowały się wyjątkową, jak na haitańskie warunki, stabilnością. W latach 60. likwidował on wszelkie grupy emigrantów politycznych, które lądowały na Haiti, próbując wywołać antyrządowe powstanie. Kosztem utrzymania stabilności politycznej była śmierć około 30 tysięcy przeciwników jego reżimu. Zmarł w 1971 roku. Następcą François został jego syn Jean-Claude Duvalier. Pozostawił po sobie kraj ogarnięty gospodarczym kryzysem.